# Aimé et Louis Duthoit
Pour les articles homonymes, voir Duthoit.
Louis Duthoit, l'un des Frères Duthoit ne doit pas être confondu avec Louis Duthoit, architecte, fils d'Edmond Duthoit.
Aimé (1803-1869) et Louis Duthoit (1807-1874), sont des sculpteurs, dessinateurs et décorateurs français qui travaillèrent en étroite collaboration, d'où l'appellation de « frères Duthoit » qui les désigne couramment.

## Origine
La famille Duthoit est une famille d'ancienne bourgeoisie originaire de Flandre, issue d'Honoré Duthoit (1685-1732), sculpteur, bourgeois de Lille (Nord).
Au XIXe siècle, la famille Duthoit s'établit en Picardie, dans la ville d'Amiens (Somme).

## Une dynastie d'artistes et d'architectes
Aimé et Louis Duthoit sont issus d'une dynastie d'une douzaine de sculpteurs, dont certains œuvrèrent pour les galères royales à Toulon. Louis-Joseph Duthoit sculpta la proue d'un bateau de Saint-Valery-sur-Somme, le Franc-Picard.
Charles François Duthoit (1738-1815), grand-père lillois d'Aimé et Louis, était sculpteur tout comme leur père, Louis-Joseph Duthoit (1766-1824) venu s'installer à Amiens en 1796.
Le fils d'Aimé, Edmond Duthoit, fut un architecte réputé et original qui eut deux fils : Adrien Duthoit (1867-1917) qui fut peintre, et Louis Duthoit (1868-1931) qui fut l'architecte de l'école des beaux-arts et conservatoire de musique d'Amiens. Ses deux fils, Robert et André Duthoit furent également architectes.
Pierre Ansart, architecte décorateur, et son fils Gérard Ansart, sont respectivement le petit-fils et l'arrière-petit-fils d'Aimé Duthoit.
Les frères Duthoit ont été inhumés à Amiens au cimetière de La Madeleine.

## Une formation amiénoise
Aimé et Louis Duthoit furent initiés au métier de sculpteur ornemaniste par leur père.
Les frères fréquentèrent également les cours de Chantriaux à l'école de dessin d'Amiens. En 1822, Aimé Duthoit obtint le premier prix de l’école municipale de dessin et en 1824 une mention très honorable pour un dessin de l'intérieur de la cathédrale. La même année, Louis obtint le deuxième prix ex æquo de l'école de dessin. Les deux frères s'associèrent, à la mort de leur père, pour reprendre l'entreprise paternelle en 1824.
À partir de 1832, les frères Duthoit participèrent aux travaux de restauration de la cathédrale d'Amiens sous la direction de l'architecte François-Auguste Cheussey.
En 1834, les deux frères achetèrent un terrain et firent bâtir une maison et un atelier à Amiens (aujourd'hui, rue Émile Zola).

## Restaurateurs et créateurs
Les frères Duthoit ont montré leur vie durant une grande modestie et un attachement passionné pour la Picardie, ne recherchant pas les honneurs.
Ils travaillèrent pendant plus de quarante ans, avec quatre ou cinq compagnons, dans leur atelier amiénois et sur différents chantiers dans le département de la Somme. Ils réalisèrent près de 1 200 statues ou reliefs (avec l'aide de praticiens) et 12 000 dessins. Aimé s'est spécialisé dans la sculpture ornementale et décorative. Louis fit preuve, en tant que statuaire, d'un talent plus créatif. Leur collaboration fut complémentaire et il est difficile aujourd'hui de déterminer la part de l'un ou de l'autre.
Ils furent à partir de 1850 collaborateurs de l'architecte Eugène Viollet-le-Duc qui les qualifia de « derniers imagiers du Moyen Âge »,.
Ils travaillèrent près de cinquante ans à la restauration des sculptures de la cathédrale Notre-Dame d'Amiens (galerie des rois, portail central, chapelles...)
Ils contribuèrent à la restauration des églises Saint-Leu et Saint Germain l'Écossais d'Amiens, de la collégiale Saint-Vulfran d'Abbeville, de la chapelle du Saint-Esprit de Rue, de l'abbatiale de Saint-Riquier, des églises de Péronne, Gamaches, Montdidier…
Ils figurent parmi les représentants du néogothique français comme sculpteurs ornemanistes. On leur doit entre autres le maître-autel de l'église Saint-Jean-Baptiste de Long, le décor du château de Regnière-Écluse et diverses œuvres profanes ou religieuses dans le département de la Somme, telles qu'un haut-relief Glorification de la Vierge des Frères Duthoit, en bois peint, un bas-relief Apothéose de sainte Colette et une statue de sainte Colette de Louis Duthoit, dans l'abbatiale Saint-Pierre de Corbie.
Ils ont réalisé des milliers de dessins et d'aquarelles sur la ville d'Amiens et ses environs.
Le musée de Picardie possède un fonds Aimé et Louis Duthoit grâce à deux donations de 1912 et 1982. Ce fonds est enrichi régulièrement par des achats ponctuels. Il constitue un ensemble unique en France qui témoigne des pratiques artistiques du XIXe siècle et d’un moment de l’histoire d’Amiens et de la Picardie.

## Publications
- Le Vieil Amiens, Amiens, Théodore Jeunet, 1874.
- En Picardie et alentours, Amiens, C.R.D.P., 1979.
- En voyage avec…, introduction de Gérard Ansart, Amiens, C.R.D.P., 1979. Édition du manuscrit Quelques cantons de Picardie.
- De l'Impressionnisme à la miniature, Amiens, C.R.D.P., 1980.